# لي ديفيز
لي ديفيز (بالإنجليزية: Leigh Davies)‏ هو لاعب اتحاد الرغبي بريطاني، ولد في 20 فبراير 1976 في نيث ‏ في المملكة المتحدة.